# Gérard Willemot
Gérard Guillaume Edouard Marie Willemot, né à Gand le 15 mai 1901, mort à Dora le 19 février 1945, est un résistant belge durant la Seconde Guerre mondiale, mort pour la Belgique.

## Jeunesse
Gérard naît à Gand le 15 mai 1901 comme fils de Polydore Willemot et de Valérie Ghesquière.
Déjà durant la Première Guerre mondiale il a des problèmes avec l’occupant allemand. Il n'a que 15 ans lorsque, le 7 janvier 1917, avec un camarade du collège Sainte-Barbe, il est surpris à voler du matériel militaire dans la Kommandatur allemande rue de la Vallée à Gand. Il parvient à s’échapper mais est blessé.

## Campagne des 18 jours
La Deuxième Guerre mondiale éclate, il participe à la campagne des 18 jours comme lieutenant au 2e régiment de Ligne. 

## Résistance
Après la capitulation il évite l’emprisonnement en Allemagne en rentrant tout simplement chez lui. Le 1er décembre 1940 il rejoint un des premiers groupes de résistance gantois formé autour de l’ingénieur Albert Tollenaere, de Louis Cloquet et de l’avocat Antoine van Hoorebeke, qui ralliera plus tard la Légion Belge (devenue par la suite Armée Secrète). Gérard devient officier à l’État-Major de l’Armée Secrète. Il recrute des dizaines d’autres résistants.
En avril 1942 il est lui-même recruté par le grand invalide de guerre Constant Hubin de Luchteren-Tronchiennes pour devenir membre du Service de Renseignements et d’Action Luc-Marc, section VN/RY à Tronchiennes et environs. Il a des contacts avec les réseaux Zéro et Clarence. Gérard fournit de fausses cartes d’identité et distribue des journaux clandestins: La Libre Belgique, Vrij, La Voix des Belges, ainsi que des tracts anglais. Son métier d’assureur lui donne l’occasion de parcourir les Flandres à vélo afin de récolter des renseignements militaires.
Le 10 décembre 1943 il est arrêté chez lui à Mariakerke par la Geheime Feldpolizei (G.F.P.) et emprisonné à la prison de la Nouvelle Promenade à Gand. Le 2 mai 1944 il quitte la prison de Saint-Gilles à Bruxelles pour être déporté en Allemagne, où il est emprisonné dans la ‘Zuchthaus’ à Gross Strehlitz jusqu’au 30 octobre, date de son transfert vers le camp de concentration de Gross-Rosen ensemble avec un grand nombre d’officiers de l’Armée Secrète.
Avec l’avancée de l’Armée rouge le camp est, en plein hiver dans des conditions épouvantables, évacué vers Dora-Mittelbau où Gérard arrive le 11 février et le numéro 110727 lui est attribué. Il meurt dans ce camp le 19 février.
Gérard laisse une veuve, elle aussi résistante armée A.S., et trois enfants: Denise, 18 ans, Jacques 16 ans, et Martine 11 ans.

## Prix historique «Fondation Gérard Willemot»
Depuis 2012 la « Fondation Gérard Willemot » décerne tous les 3 ans, sur proposition de la Fondation Armée Secrète, un prix  à un ou plusieurs auteurs d'une publication, en français ou en néerlandais, qui se rapporte à des personnes, des faits ou évènements, qui ont joué un rôle dans la Résistance, la Presse Clandestine, les Services de Renseignements et d'Action (SRA) durant la guerre 1940-1945.
Le 26 octobre 2012 le premier prix de la « Fondation Gérard Willemot » a été décerné au livre Van Genk tot Mauthausen. En 2015 le prix fut attribué au livre De nazirazzia van 25 mei 1943. En 2018 le prix fut décerné au livre L'Abbé Paul Désirant - résistant inébranlable par Maurice Petit.